# Vara (Ort in Schweden)
Vara ist ein Ort (tätort) in der schwedischen Provinz Västra Götalands län und der historischen Provinz Västergötland.
Der Hauptort der Gemeinde Vara liegt an der Europastraße 20, etwa 95 km nordöstlich von Göteborg.
Vara ist das Zentrum der Vara-Ebene und Dienstleistungszentrum für die Gemeinde. Darüber hinaus gibt es einige Industriebetriebe im Ort.
Der Entwickler von Rennsimulationen SimBin ist die bekannteste in Vara ansässige Firma.

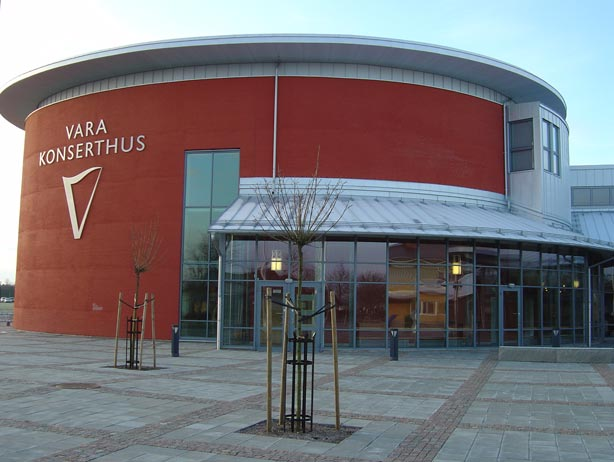
Das Konzerthaus von Vara

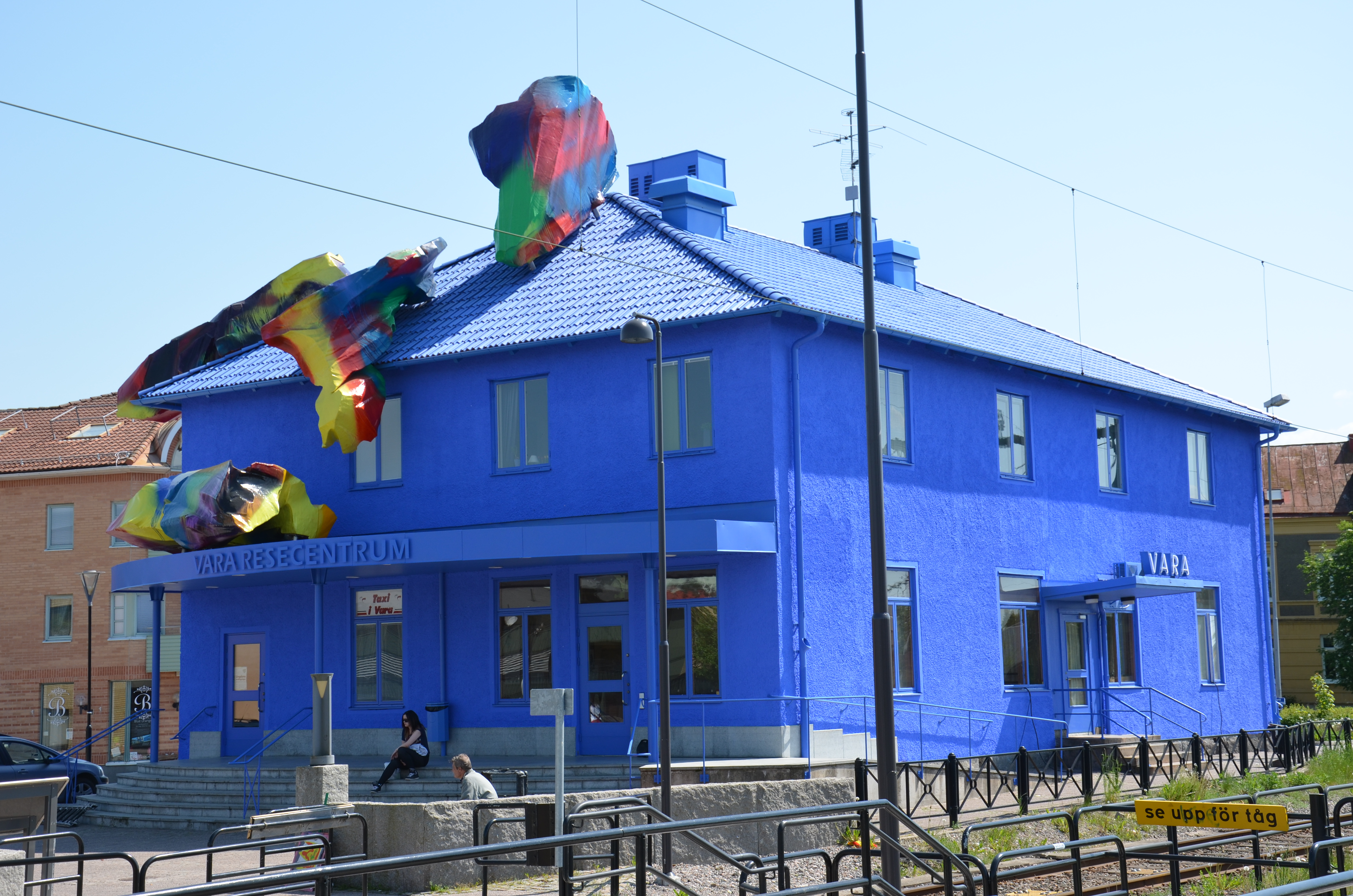
Das zum Kunstobjekt umgestaltete Bahnhofsgebäude.